# كالاراش
كالاراش هي مدينة في رومانيا تبعد 12 كم عن الحدود البلغارية و125 عن العاصمة الرومانية بوخارست.

## المناخ
يظهر الجدول التالي التغييرات المناخية على مدار السنة لكالاراش:
| البيانات المناخية لـكالاراش       | البيانات المناخية لـكالاراش | البيانات المناخية لـكالاراش | البيانات المناخية لـكالاراش | البيانات المناخية لـكالاراش | البيانات المناخية لـكالاراش | البيانات المناخية لـكالاراش | البيانات المناخية لـكالاراش | البيانات المناخية لـكالاراش | البيانات المناخية لـكالاراش | البيانات المناخية لـكالاراش | البيانات المناخية لـكالاراش | البيانات المناخية لـكالاراش | البيانات المناخية لـكالاراش |
| الشهر                             | يناير                       | فبراير                      | مارس                        | أبريل                       | مايو                        | يونيو                       | يوليو                       | أغسطس                       | سبتمبر                      | أكتوبر                      | نوفمبر                      | ديسمبر                      | المعدل السنوي               |
| --------------------------------- | --------------------------- | --------------------------- | --------------------------- | --------------------------- | --------------------------- | --------------------------- | --------------------------- | --------------------------- | --------------------------- | --------------------------- | --------------------------- | --------------------------- | --------------------------- |
| متوسط درجة الحرارة الكبرى °م (°ف) | 2 (36)                      | 3 (37)                      | 10 (50)                     | 16 (61)                     | 22 (72)                     | 26 (79)                     | 27 (81)                     | 27 (81)                     | 24 (75)                     | 17 (63)                     | 8 (46)                      | 4 (39)                      | 16 (61)                     |
| متوسط درجة الحرارة الصغرى °م (°ف) | −3 (27)                     | −2 (28)                     | 1 (34)                      | 6 (43)                      | 11 (52)                     | 15 (59)                     | 16 (61)                     | 15 (59)                     | 12 (54)                     | 6 (43)                      | 1 (34)                      | −1 (30)                     | 6.5 (43.7)                  |
| المصدر: weatherbase.com           |                             |                             |                             |                             |                             |                             |                             |                             |                             |                             |                             |                             |                             |

## توأمة
لكالاراش اتفاقيات توأمة مع كل من:
- نابولي
- سيليسترا
- Rivery [الإنجليزية]‏
- هنغيانغ
- زاييتشار
- Călărași, Moldova [الإنجليزية]‏
- Chartres-de-Bretagne [الإنجليزية]‏
- رويال بالم بيتش
- رازغراد
- فيلفرانش سور سون

## أعلام
- غابريال سيميون
- جبريل بوبا
- كونستانتين آدم
- شتيفان بانيكا